# Werner von Grundherr zu Altenthann und Weiherhaus
Werner von Grundherr zu Altenthann und Weiherhaus (geboren 22. Januar 1888 in Nürnberg; gestorben 8. November 1962 in Weißenburg in Bayern) war ein deutscher Diplomat in der Zeit des Nationalsozialismus und Botschafter der Bundesrepublik in Griechenland.

## Biographie
Der Sohn eines bayerischen Offiziers war Kadett in der Kadettenanstalt  Oranienstein und in der Preußischen Hauptkadettenanstalt Groß-Lichterfelde. Nach dem Abitur und dem Militärdienst studierte er ab 1909 an den Universitäten Berlin und Greifswald Staats- und Geschichtswissenschaft. Von August 1914 bis Januar 1918 war von Grundherr Soldat im Ersten Weltkrieg, zuletzt im Rang eines Rittmeisters.
Am 30. Januar 1918 trat er in den Auswärtigen Dienst ein. Nach seiner Ausbildung war er in Bukarest und Athen und zwischen 1925 und 1934 bei der Gesandtschaft in Helsinki tätig. Ab 1934 war er wieder in Berlin tätig  und leitete das Skandinavien-Referat.

## Zweiter Weltkrieg
Von Grundherr führte ab 1940 die Amtsbezeichnung Gesandter. An der Finanzierung des Quisling-Regimes im besetzten Norwegen war er federführend beteiligt. Am 4. Juni 1940 stellte er den Antrag auf Aufnahme in die NSDAP, der mit Martin Bormanns Schreiben vom 13. September 1941 mit dem Grund „ausgeprägte Eitelkeit, Standesdünkel, früheres Desinteresse an der NSDAP und offensichtlicher Opportunismus“ abgelehnt wurde. Nach dem Krieg reklamierte von Grundherr, dass er als Nicht-Parteigenosse einer Beförderungssperre unterlegen war.
Ende 1941 hatten der Judenreferent im Auswärtigen Amt Franz Rademacher und von Grundherr als Skandinavienreferent den Gesandten in Dänemark Cécil von Renthe-Fink „mehrfach mündlich gebeten“, „bei passender Gelegenheit gesprächsweise darauf hinzuweisen, daß nach den Worten des Führers die Judenfrage in Europa endgültig gelöst würde und es daher klug wäre, wenn Dänemark von sich aus sich rechtzeitig darauf einstellte.“
Die Vertretung des Auswärtigen Amtes in Kopenhagen war auch an den Plänen zur Deportation der dänischen Juden (vgl. Rettung der dänischen Juden) beteiligt und wurde am 17. September 1943 in einem von von Grundherr entworfenen, von Otto von Erdmannsdorff paraphierten und von Andor Hencke unterschriebenen Schriftstück ersucht, „über die Art der Durchführung des Abtransports der Juden, der im Prinzip beschlossen ist, genaue Vorschläge zu machen“.
Am 5. Mai 1945 wurde von Grundherr bei Salzburg verhaftet und war bis März 1947 in amerikanischer Internierung. In der Anklage gegen Reichsaußenminister Joachim von Ribbentrop war er zunächst als Zeuge im Nürnberger Prozess gegen die Hauptkriegsverbrecher geplant. Über seine Entnazifizierung ist nichts bekannt.

## Nachkriegszeit
Im Januar 1950 wurde von Grundherr in der Dienststelle für Auswärtige Angelegenheiten beim Bundeskanzleramt wieder eingestellt und war zunächst mit der Wiedereinstellung der Beamten des höheren Dienstes befasst. Ab Oktober 1950 leitete er das Generalkonsulat in Athen, das 1951 zur Botschaft erhoben wurde. Im Juli 1952 wurde er auf Verlangen des Untersuchungsausschusses 47 des Deutschen Bundestages zur Personalpolitik im Auswärtigen Dienst beurlaubt und ging in den Ruhestand und machte damit, so die Biografie beim Munzinger-Archiv, Beanstandungen gegenstandslos, die wie in den gleichgerichteten Fällen einiger anderer bisheriger Mitglieder des Auswärtigen Dienstes der Bundesrepublik in der Presse gegen seine Wieder- und Weiterbeschäftigung erhoben worden waren. Das Auswärtige Amt hatte im Falle der Anhörung von Grundherrs im Bundestagsausschuss diplomatische Störungen in Skandinavien und in Griechenland befürchtet.
Nach seiner Pensionierung war von Grundherr weiterhin als Ausbilder angehender Diplomaten an der Diplomatenausbildungsstätte in Speyer tätig.

## Schriften
- Über die wirtschaftliche und politische Bedeutung der Kapitalanlagen im Auslande. Greifswald, Phil. Diss., 1914.